# زينب فواز
زينب بنت علي بن حسين بن عبيد الله بن حسن بن إبراهيم بن محمد بن يوسف فواز العاملي (توفيت 1332 هـ/1914م)، أديبة لبنانية، شاعرة ومؤرخة، شغلت الحياة الثقافية والأدبية في مصر خلال الربع الأخير من القرن التاسع عشر وبداية القرن العشرين. سبقت في أدبها الأديب محمد حسين هيكل ونافست قاسم أمين دعوته في الدعوة لتحرير المرأة.

## ولادتها وسيرتها
ولدت في بلدة تبنين في جبل عامل في حوالي العام 1262هـ (1844 ميلادي)ونشأت في أسرة فقيرة. كانت تبنين حينها مقر إمارة آل علي الصغير وكان الحاكم يومها علي بك الأسعد، فتقربت الأديبة زينب فوّاز من نساء آل الأسعد وقضت شطراً من صباها في قلعة تبنين ملازمة لهنّ، لا سيما السيّدة فاطمة زوجة علي بك الأسعد التي كانت على دراية حسنة بعلوم الأدب، واستفادت منها، وتعلمت منها القراءة والكتابة. 

ثم تزوّجت برجل من حاشية خليل بك الأسعد وقد كان صقّارا (يهتم بتربية الصقور) ولكن سرعان ما انفصلا لاختلاف الأمزجة بينهما. بعد ذلك سافرت إلى دمشق فتزوّجها أديب نظمي الكاتب الدمشقي ثم طلّقها. (يقال أنها سافرت مع والدها). تعرّفت في دمشق على ضابط في العسكر المصري فتزوّجت به وصحبها معه لمصر. في مصر استقرت بالإسكندرية، ودرست على الشيخ محمد شلبي، وحسن حسني الطويراني صاحب جريدة النيل، والشيخ محي الدين النبهاني. هناك ساعدتها البيئة على إظهار مواهبها، فكتبت عدّة رسائل في صحف مصر الكبرى، ونالت شهرة في الكتابة والشعر والفن، وكتبت روايتين نالت بهما زيادة في الشهرة، وألّفت "الدر المنثور في طبقات ربات الخدور"، فنالت به شهرة واسعة. 

يقال انها سافرت بعد طلاقها الأول إلى الإسكندرية مباشرة لتلقّي العلوم (مع والدها)، ومنها جاءت إلى دمشق فتزوجت مرّة ثانية من أديب نظمي، وبعد طلاقها منه عادت إلى مصر للمرة الثانية واستقرت في القاهرة. 

كانت من الرائدات الأوائل اللاتي تجرأن على الكتابة الأدبية ولم يكن يعرف ذلك عن النساء حينها باستثناء عائشة التيمورية، وزينب فوّاز. نشرت مقالاتها في المؤيد، والنيل والأهالي واللواء، والأستاذ، والفتى وغيرها، وكانت في مقالاتها تدعو للنهوض بالمرأة والمجتمع عن طريق العمل والمعرفة، ودعت إلى تعليم المرأة وحرية التعليم. 

رغم زواجها أكثر من مرة إلا أنها لم ترزق بالأولاد.

## النزعة التحررية لزينب
وتظهر نزعة زينب فواز التحررية بدعوة أبناء وطنها للاشتراك في الجمعيات والمعارض والمؤتمرات العالمية وخاصة مؤتمر الاتحاد النسائي العالمي في سانتياغو عام 1893، لدرس شؤون المرأة وحقها في العلم. وقد صوتت المشاركات في المؤتمر يومئذ على قرار يرمي إلى تحديد تعليم المرأة باعتبار أن مجال نشاطها محدود في بيتها وأسرتها .وكانت السيدة هناء كوراني ممثلة لنساء سورية في ذلك المؤتمر فانبرت زينب تناهض هذا القرار وتنتقد بعنف اللواتي أشرفن على المؤتمر مشددة على وجوب إطلاق المرأة في جميع مجالات النشاط الإنساني، ولاسيما في ميدان العلم (أديبات لبنانيات- إميلي فارس إبراهيم)، وتحت عنوان «المرأة والسياسة - الرسائل الزينبية» ص19 ترد أيضا على السيدة هناء كوراني التي كتبت مقالا في جريدة «لبنان» تدعو فيه «إلى حصر المرأة همها في منزلها وإقلاعها عن مزاولة الأعمال الخارجية المختصة بالرجال كالسياسة مثلا» وكان ذلك على أثر ظهور حركة نسائية في لندن أيام غلادستون تطالب أن تعمل المرأة في السياسة، فهبت زينب تؤيد هذه الفكرة وتحمل على كل من يقف ضدها وقد ورد في مقالها: «ما دام الرجل والمرأة متساويين في المنزلة العقلية وعضوين في الهيئة الاجتماعية، ولا غنى لأحدهما عن الآخر فما المانع إذا اشتركت المرأة في أعمال الرجل، وتعاطت العمل في الدوائر السياسية وغيرها، متى كانت كفؤا في تأدية ما تطمح اليه؟ إن المرأة في التاريخ عملت في السياسة وشاركت في الحروب. فملكة تدمر وكليوباترا واليزابيت وغيرهن كثيرات، كن نساء قادرات على كل تلك الأعمال فالجنسان متساويان وإنما الإهمال هو الذي جعل المرأة متأخرة متخلفة عن الرجل» «الرسائل الزينبية» ص24.
وهكذا رأينا.. زينب.. تنادي بمسلمات جديدة وتدعو إلى سن قوانين تنظم حياة المرأة، وتضمن لها حقها بالعلم والعمل ومن هنا فإن القيمة الأدبية والفكرية لزينب هي أسبقيتها في رفع صوتها بالدفاع عن حقوق المرأة.

## مواقف وشخصيات

### مع محمد عبده
انشغلت زينب فواز بالقضايا العامة فقادت المعارك والمناظرات دفاعا عن المرأة ومطالبة بحقوقها وشاركت في القضايا السياسية والفكرية…. فعلى سبيل المثال شاركت الامام محمد عبده في الرد على مزاعم هانوتو وهجومه على الإسلام.

### مع الجزائر
وحين تعرضت الجزائر الي مجاعة وأزمة اقتصادية كتبت كثيرا تطالب المصريين بالتبرع لإخوانهم.

### مع مصطفى كامل
قد كانت من أنصار الزعيم مصطفي كامل وحريصة على حضور خطبه..’ ومما يذكر أن الزعيم غير بداية الخطاب بعد أن كان للرجال فقط ليصبح’ سيداتي وسادتي’ فبوجودها أصبح حضور المرأة حقيقية وواقعا.

### مع قاسم أمين
وزينب فواز في مقالاتها قالت ما قاله قاسم أمين بعدها فقد انتقدت إلغاء إرادة المرأة، وفرض الحجاب عليها والتشدد في منعها من التعليم وهو ما يعني فرض الجهل عليها ومنعها من ممارسة أي دور اجتماعي أو سياسي أو ثقافي ووطني وقصرها داخل المنزل.
وأما قاسم أمين فقد كان متأخرا عنها بمناداته بتحرير المرأة في كتابيه «تحرير المرأة» و«المرأة الجديدة». فمن الثابت أن رسائلها الزينبية في موضوعات المرأة التي كانت تنشر في الصحف المصرية بدأت قبل سنة 1892 بينما لم ينشر قاسم أمين كتاب «تحرير المرأة» إلا سنة 1898."

## كتبها
لها عدد من الكتب المنشورة منها:
1. "الدر المنثور في طبقات ربات الخدور"، أرخت فيه ل456 امرأة من نساء الشرق والغرب.
2. "الرسائل الزينبية"، وفيها ناصرت قضايا المرأة وحقها في التعليم والعمل.
3. "مدراك الكمال في تراجم الرجال"،
4. "الجوهر النضيد في مآثر الملك الحميد"،
5. ديوان شعر جمعت فيه منظومات لها،
6. الهوى والوفاء (مسرحية شعرية)
7. حسن العواقب: وهي أول رواية عربية على ما يرى البعض ويعود تاريخها إلى العام 1899 ميلادي أي قبل رواية (زينب) للأديب محمد حسين هيكل ب 15 عاما.
8. الملك قوروش [4]

## كتابات خالدة

### الدر المنثور في طبقات ربات الخدور
الدر المنثور في طبقات ربات الخدور يتكون من 552 أو 426 صفحة بالقطع الكبير، يحتوي على 456 ترجمة لمشهورات النساء من شرقيات وغربيات، متقدمات ومتأخرات، وفيه ترجمة واحدة لامرأة عاملية هي السيدة ‌فاطمة‌ بنت أسعد بك الخليل زوجة علي بك الاسعد، وهو أكبر مؤلفاتها وأحسنها، وكتبت في أول الكتاب هذين البيتين:
كتابي تبدي جنة في قصورها
تروح روح الفكر حور التراجم
خدمت به جنسي اللطيف وانهلا كرم ما يهدي لغر الكرائم
وقد مدح في الكتاب جملة من أدباء وأديبات مصر، منهم حسن حسيني باشا الطويراني، صاحب جريدة النيل، وعائشة عصمت تيمور، الشاعرة المصرية المعروفة.

### رواية غادة الزاهرة أو حسن العواقب
صدرت تلك الرواية في عام 1899، وتُعد أول رواية نسائية تكتبها امرأة عربية بطريقة صحيحة، حيث فعلت زينب فواز ما لم يستطع فعله بعدها الد. محمد حسين هيكل بـ 15 سنة، والذي لم يجرؤ على مواجهة المجتمع في ذلك الوقت بروايته زينب في عام 1914، فوقعها باسم مصري فلاح، ولم يُكشف اسمه إلا بعد ذلك. أما رواية زينب فواز فقد صدرت باسمها صريحًا ومكتوبًا على غلافها بخط واضح.
هي رواية تاريخية اجتماعية ألبستها ثوبًا رومانسيًا وتدور أحداثها حول الصراع بين الأميرين تامر وشكيب على حكم منطقة جبل شامخ وهما ابنا عمومة، فقد كان تامر مصدرًا لكافة الشرور والانحطاط الأخلاقي والسلوكي، بينما مثل الأمير شكيب رمز النزاهة والعقل والحكمة، وقد وجد تامر أن الطريق للوصول إلى مآربه في الحكم عن طريق توثيق صلته بابن عمه الأمير عزيز رأس الفريق في العائلة ليخطب شقيقته الصغرى فارعة المرتبطة عاطفيًا بابن عمها الأمير شكيب لعله بهذه المصاهرة يضمن انحياز ذلك الفريق لصفه، ويرحب عزيز بتامر خطيبًا لأخته ويوافق من جانبه، لكنه يضع شرطاً مهماً لإتمام الخطبة وهو يلزم استشارتها في ذلك «فإذا قبلت كان ذلك بغيتي وإذا امتنعت فليس لي أن أكرهها على ما لا تريد، لأنها ذات عقل وكثيرًا ما اعتمدت عليها في أموري الخصوصية المهمة، وأمر الزواج أمر مهم عليه مدار حياتها».
ونلحظ هنا أن الكاتبة تؤكد حق المرأة في الاختيار، وتأكيداً لهذا الحق نجدها في موقف آخر من الرواية تقول «نحن لا نتم أمرًا إلا برضاها إن كان لنا فيه رغبة، فهي التي يجب أن تفكر في مستقبلها وفيما يتكفل براحتها».
ثم تتواصل الأحداث بالتقاء تامر بفارعة الذي يلحظ عند حديثه معها مدى تعلق قلبها بغريمه شكيب، وعندما لا يفلح في استمالة قلبها يخطط لخطفها متصورًا بذلك أنه سوف ينتصر سياسيًا على شكيب ويهزمه، بل ويذله إنسانيًا بانتزاع محبوبته منه، وينفذ عملية الاختطاف محاولًا إجبار فارعة على الزواج به، فيقول لها «لا بد من الاقتران رضيت أم غضبت وماذا عسى أن تفعلي وقد صرت في قبضة يدي». وتظهر لنا الكاتبة في هذا الموقف أيضاً ثقة الفتاة في نفسها وعدم استسلامها لذلك، فتقول «إذا حاولت إجباري وحدثتك نفسك ببلوغ آمالك مني بالقوة فإني حينئذ أرجح الموت والشرف مصون والعرض مصان».
وتستمر الكاتبة في وضع أبطال الرواية في مأزق تلو الآخر ومن مشكلة معقدة إلى أخرى أكثر تعقيدًا، لتنتهي الرواية نهاية سعيدة تعكس ثقة الكاتبة بأفكارها وإمكانية تحقيقها، حيث يجلس شكيب على كرسي الحكم ويتزوج بفارعة. وكأن زينب فواز تريد أن تقول لنا من خلال هذه الرواية إن العلاقة بين الرجل والمرأة يجب أن تقوم على الحب والتعاطف والاختيار الحر بلا ضغوط ولا إكراه، وأنه لا مفر للفتاة من التعلم بغض النظر على المستوى الاجتماعي الذي تعيشه.

## تجاهل الكتابات النسائية التحررية
كان من الصعب تعقب الآثار الأدبية والفكرية النهضوية للرائدة زينب فواز وحتى في سورية التي عاشت فيها سنوات ومارست بعض نشاطها الأدبي والفكري (المجالس الأدبية الأسبوعية) وتركت في قلوب السوريين كل حب وتقدير وإعجاب تجلى في اسم زينب فواز الذي أطلقوه على مدرسة ابتدائية تقع في سوق الصوف رقم 13، سوق مدحت باشا، بالقرب من شارع حي الأمين حيث كان مسكنها رقم 67.
غير أن الكثير من الباحثين والمفكرين السوريين المعاصرين يقولون إنهم سمعوا بالاسم ولكنهم لا يعرفون عن نتاج هذه الأديبة شيئًا. ومن أجل رفع غبار النسيان عن آثار هذه الأديبة العربية الرائدة والدفاع عن حقها في احتلال موقعها الجديرة به في قائمة المشاهير من أدباء عصر النهضة وعلمائه لابد من التعريف بها وبنتاجها الأدبي والفكري الذي أمكن العثور على بعض منه بعد بحث طويل.
إن معظم ما كتبته طبع منذ ما يزيد عن مائة عام، وهو غير موجود كاملًا في أية مكتبة من المكتبات التي تعنى عادة بالتراث.. ومن أهم مؤلفاتها: «الدر المنثور في طبقات ربات الخدور» و«الرسائل الزينبية» ومسرحية «الهوى والوفاء» و «حسن العواقب، أو «غادة الزهراء» (رواية عام 1899) بالإضافة إلى المقالات والأبحاث العديدة في الصحف والمجلات التي كانت تصدر في مصر وبلاد الشام.
وكان الفضل الكبير للمجلس الثقافي للبنان الجنوبي ورئيسه الباحث والأديب الأستاذ حبيب صادق، وللكاتبة الأديبة فوزية فواز التي تنتمي إلى عائلة زينب فواز نفسها في جمع التراث «الزينبي» المتناثر المهمل.

### الطبقية كعامل
قد يكون هذا التجاهل عائدا لأسباب طبقية واجتماعية فهي ليست من الأسر المرموقة في ذلك الحين كباحثة البادية وعائشة التيمورية ووردة اليازجي وغيرهن. فقد نشأت في أسرة فقيرة الحال لا يعرف عنها شيء، وفي بيت ريفي متواضع كمعظم بيوت الفلاحين في ذلك الزمن.. ونظرًا لفقر والديها فإنهما رأيا أن تحل عاملة في دار أحد الكوات من الأسرة الأسدية الحاكمة، كان مركزها الرسمي مديرًا في قلعة تبنين.

## آراء حول زينب فواز
يتساءل الأستاذ يوسف مقلد (أديب وشاعر لبناني من تبنين بلد زينب فواز) من أين جاءت هذه الفتاة بميلها المبكر النادر إلى الكتب؟ فلا هو طريق الوراثة، ولا هو طريق البيئة التي كانت الأمية فيها طابع الحياة العامة؟ ولكن من الثابت أن الخلفية الثقافية والاجتماعية والفكرية والإنسانية التي وجدت فيها زينب موجودة أصلا في البيئة العاملية.. والنهضة الأدبية في جبل عامل التي قامت على هذا الأساس»..
تقول فوزية فواز: «فزينب التي تحدثت عن أربعمئة وست وخمسين امرأة من الشرق والغرب في كتابها «الدر المنثور في طبقات ربات الخدور» لم تذكر أي شيء عن نفسها وعن أسرتها وأنكرت ذاتها.. ولعل السبب في ذلك تمشيا مع آداب عصرها فيما يعدونه فضيلة خلقية.. وهي امرأة متمسكة بالأخلاق الكريمة التي تترفع عن الظهور.. وقد تكون تعمدت السكوت عن نفسها لتترك لغيرها أن يتحدث عنها كما تحدثت عن بنات جنسها. ولكن أيا كان السبب فقد قصرت في حق نفسها وحرمت الباحثين من المصدر الأصيل للتعرف اليها».
يقول الشيخ أحمد عارف الزين صاحب «مجلة العرفان» (م8. ج6 آذار 1923):
«من لم يسمع بذكر هذه النابغة العاملية في هذا القرن سواء في سورية أو مصر، أو في سائر الاقطار العربية؟ فزينب لم تكن أبدا مجهولة منذ أواخر القرن التاسع عشر وحتى أوائل القرن العشرين.. فمن يطلع على مقدمات كتبها وما كان يأتيها من تقريظ لهذه الكتب يجد فيها دليلا على شهرتها في الأوساط الأدبية والفكرية في ذلك الحين».

## وفاتها
توفيت عام 1332هـ / 1914م.

## وصلات خارجية
- ترجمة السيدة زينب فواز في معجم البابطين[وصلة مكسورة]
- مقال لوضاح جمعة عن الرواية العربية الأولى وزينب فواز
- مقال لجوزفين كورية حولزينب فواز رائدة الرواية العربية